# 스피커
1. 미드레인지 드라이버
2. 트위터
3. 우퍼

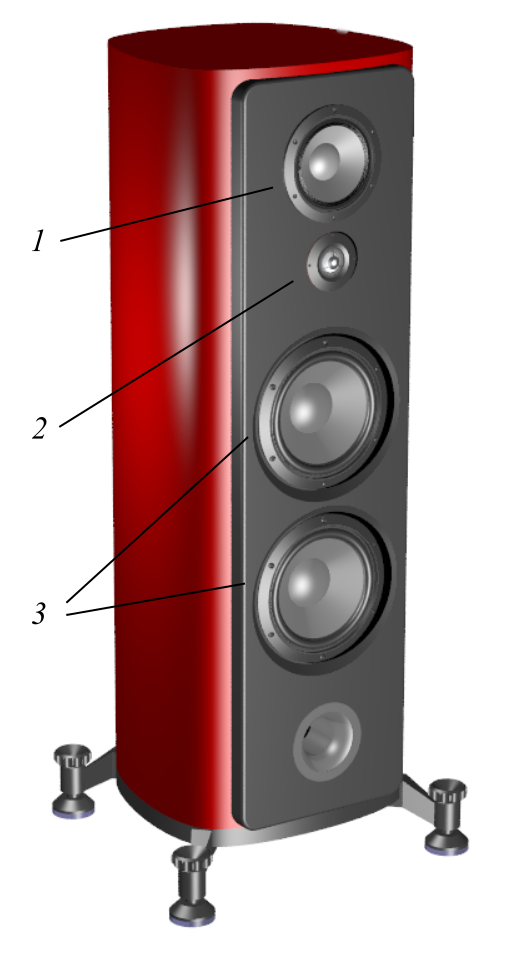
가정용 하이파이 스피커 시스템. 3가지 종류의 다이내믹 드라이버를 갖추고 있다. 가장 낮은 우퍼 아래의 구멍은 베이스 리플렉스 시스템의 포트이다.

스피커(영어: speaker, 문화어: 확성기, 고성기, 스피카) 또는 스피커 시스템은 하나 이상의 스피커 드라이버, 인클로저, 그리고 전기적 연결 (아마도 크로스오버 네트워크 포함)의 조합이다. 스피커 드라이버는 전기적 오디오 신호를 해당 소리로 변환하는 전기음향 트랜스듀서이다.:597
드라이버는 다이어프램에 연결된 직선형 전동기로, 모터의 움직임을 전달하여 공기를 움직임으로써 소리를 생성한다. 일반적으로 마이크, 녹음 또는 라디오 방송에서 비롯된 오디오 신호는 모터를 구동하기에 충분한 전력 수준으로 전자적으로 증폭되어, 원래의 비증폭 신호에 해당하는 소리를 재현한다. 이 과정은 마이크로폰의 역으로 작동한다. 사실, 가장 일반적인 유형인 다이내믹 스피커 드라이버는 발전기로 역방향 작동하는 다이내믹 마이크로폰과 동일한 기본 구성을 공유한다.
다이내믹 스피커는 1925년 에드워드 W. 켈로그와 체스터 W. 라이스에 의해 발명되었다. 영구 자석에 의해 생성된 집중된 자기장을 포함하는 원통형 틈새에서 축방향으로 움직일 수 있는 코일인 보이스 코일을 통해 오디오 신호의 전류가 흐르면, 패러데이 전자기 유도 법칙에 의해 코일이 빠르게 앞뒤로 움직이게 된다. 이것은 공기와 접촉하는 다이어프램 또는 스피커 콘 (내구성을 위해 일반적으로 원뿔형으로 형성됨)에 부착되어 음파를 생성한다. 다이내믹 스피커 외에도 전기 신호에서 소리를 생성하는 여러 다른 기술이 가능하며, 그 중 일부는 상업적으로 사용되고 있다.
스피커가 소리를 효율적으로 생성하기 위해서는, 특히 저주파수에서, 드라이버 뒤에서 나오는 소리가 앞에서 나오는 (의도된) 소리를 상쇄하지 않도록 배플 처리되어야 한다. 이는 일반적으로 스피커 인클로저 또는 스피커 캐비닛의 형태를 취하며, 종종 나무로 만들어진 직사각형 상자이지만 때로는 금속이나 플라스틱으로 만들어지기도 한다. 인클로저의 디자인은 중요한 음향적 역할을 하여 결과적인 음질을 결정한다. 대부분의 Hi-Fi 스피커 시스템 (오른쪽 그림)은 두 가지 이상의 스피커 드라이버를 포함하며, 각각 저주파 범위의 한 부분에 특화되어 있다. 가장 높은 오디오 주파수를 재현할 수 있는 작은 드라이버는 트위터 (스피커), 중간 주파수용은 미드레인지 드라이버, 저주파수용은 우퍼라고 불린다. 2웨이 또는 3웨이 스피커 시스템 (두 개 또는 세 개의 다른 주파수 범위를 커버하는 드라이버를 가진 시스템)에는 크로스오버 네트워크라고 불리는 소량의 수동 전자 장치가 있어 전자 신호의 구성 요소를 해당 주파수를 가장 잘 재현할 수 있는 스피커 드라이버로 보내는 데 도움을 준다. 파워드 스피커 시스템에서는 스피커 드라이버에 실제로 전력을 공급하는 앰프 (음향기기)가 인클로저 자체에 내장되어 있다. 이들은 특히 컴퓨터 및 블루투스 스피커로 점점 더 보편화되고 있다.
더 작은 스피커는 라디오, 텔레비전, 휴대용 오디오 플레이어, 개인용 컴퓨터 (컴퓨터 스피커), 헤드폰, 그리고 이어폰과 같은 장치에서 발견된다. 더 크고 더 큰 스피커 시스템은 가정용 하이파이 시스템 (스테레오), 전자 악기, 극장 및 콘서트홀의 전관방송, 그리고 공공 주소 시스템에 사용된다.

## 용어
스피커라는 용어는 개별 트랜스듀서(드라이버라고도 함)를 지칭할 수도 있고, 스피커 인클로저와 하나 이상의 드라이버로 구성된 완전한 스피커 시스템을 지칭할 수도 있다.
넓은 범위의 주파수를 균일하게 커버하면서 적절하고 정확하게 재현하려면, 대부분의 스피커 시스템은 특히 더 높은 음압 수준 (SPL) 또는 최대 정확도를 위해 여러 개의 드라이버를 사용한다. 개별 드라이버는 다른 주파수 범위를 재현하는 데 사용된다. 드라이버는 서브우퍼 (초저주파용), 우퍼 (저주파용), 미드레인지 스피커 (중간 주파수용), 트위터 (스피커) (고주파용), 그리고 때로는 최고 가청 주파수 이상을 위한 수퍼트위터로 명명된다. 다른 스피커 드라이버의 용어는 응용 프로그램에 따라 다르다. 2웨이 시스템에는 미드레인지 드라이버가 없으므로 미드레인지 사운드를 재현하는 작업은 우퍼와 트위터 사이에 나뉜다. 시스템에 여러 드라이버가 사용될 때, 오디오 크로스오버라고 불리는 필터 네트워크가 입력 신호를 다른 주파수 범위로 분리하고 이를 적절한 드라이버로 보낸다. n개의 개별 주파수 대역을 가진 스피커 시스템은 n-웨이 스피커로 설명된다: 2웨이 시스템은 우퍼와 트위터를 가질 것이며, 3웨이 시스템은 우퍼, 미드레인지, 트위터를 사용할 것이다. 그림에 있는 유형의 스피커 드라이버는 무빙 아이언 스피커 및 피에조 스피커#피에조 트위터 또는 정전형 스피커 시스템을 포함한 다른 종류와 구별하기 위해 다이내믹 (전기역학의 줄임말)이라고 불린다.

## 역사
필립 라이스는 1861년에 자신의 전화에 전기 스피커를 설치했는데, 이 스피커는 선명한 음색을 재현할 수 있었고, 나중에 개량된 버전은 흐릿한 말하기도 재현할 수 있었다. 알렉산더 그레이엄 벨은 1876년에 자신의 전화의 일부로 첫 번째 전기 스피커 (이해 가능한 말을 재현할 수 있는 무빙 아이언 방식) 특허를 받았고, 이어서 1877년에는 에른스트 지멘스가 개선된 버전을 내놓았다. 이 시기에 토머스 에디슨은 자신의 초기 원통형 축음기를 위한 증폭 메커니즘으로 압축 공기를 사용하는 시스템에 대한 영국 특허를 받았지만, 결국 스타일러스에 부착된 멤브레인으로 구동되는 익숙한 금속 혼을 사용하게 되었다. 1898년, 호레이스 쇼트는 압축 공기로 구동되는 스피커 디자인에 대한 특허를 받았고, 그 권리를 찰스 앨저넌 파슨스에게 판매했으며, 파슨스는 1910년 이전에 여러 개의 추가 영국 특허를 받았다. 빅터 토킹 머신 컴퍼니와 파테를 포함한 몇몇 회사는 압축 공기 스피커를 사용하는 레코드 플레이어를 생산했다. 압축 공기 디자인은 음질이 좋지 않고 낮은 볼륨에서 소리를 재현할 수 없다는 점에서 상당한 제한이 있었다. 이 디자인의 변형은 전관방송 응용 프로그램에 사용되었으며, 최근에는 로켓 발사로 인한 매우 큰 소음 및 진동 수준에 대한 우주 장비의 저항을 테스트하는 데 다른 변형이 사용되었다.

### 무빙 코일
최초의 실험적인 무빙 코일 (다이내믹이라고도 함) 스피커는 1898년 올리버 로지에 의해 발명되었다. 최초의 실용적인 무빙 코일 스피커는 1915년 내파의 덴마크 엔지니어 피터 L. 옌센과 에드윈 프리덤에 의해 제작되었다. 이전 스피커와 마찬가지로 이들은 작은 다이어프램이 생성하는 소리를 증폭하기 위해 혼을 사용했다. 옌센은 특허를 거부당했다. 전화 회사에 제품을 판매하는 데 실패한 후, 1915년에 라디오와 전관방송 시스템으로 대상 시장을 변경하고 제품 이름을 마그나복스로 지정했다. 옌센은 스피커 발명 이후 수년 동안 마그나복스 컴퍼니의 부분 소유주였다.

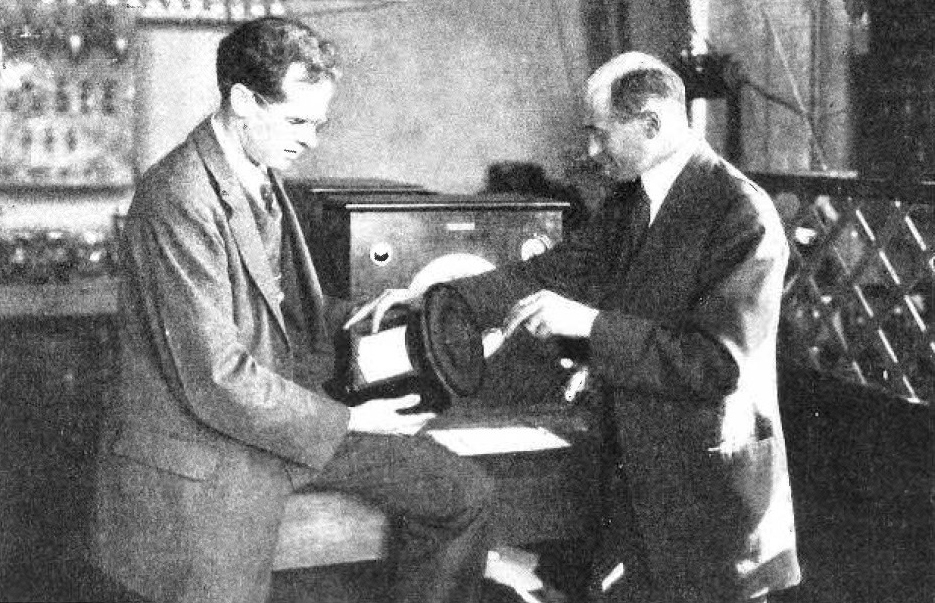
켈로그와 라이스가 1925년 첫 번째 무빙 코일 콘 스피커의 대형 드라이버를 들고 있다.

오늘날 스피커에 흔히 사용되는 무빙 코일 원리는 1925년 에드워드 W. 켈로그와 체스터 W. 라이스에 의해 특허를 받았다. 이전 시도와 라이스 및 켈로그의 특허 사이의 주요 차이점은 합리적으로 평탄한 주파수 응답을 제공하기 위한 기계적 매개변수의 조정이다.
이 첫 스피커들은 크고 강력한 영구 자석을 합리적인 가격에 구할 수 없었기 때문에 전자석을 사용했다. 필드 코일이라고 불리는 전자석의 코일은 드라이버의 두 번째 연결 쌍을 통해 전류로 에너지를 공급받았다. 이 권선은 보통 이중 역할을 했는데, 초크 코일로도 작동하여 스피커가 연결된 앰프의 전원 공급 장치를 필터링했다. 전류의 교류 리플은 초크 코일을 통과하는 작용에 의해 감쇠되었다. 그러나 AC 라인 주파수는 보이스 코일로 가는 오디오 신호를 변조하는 경향이 있었고 가청 험에 추가되었다. 1930년에 젠슨은 최초의 상업용 고정 자석 스피커를 출시했다. 그러나 당시의 크고 무거운 철 자석은 비실용적이었고, 제2차 세계대전 이후 경량 알니코 자석의 광범위한 보급 전까지는 필드 코일 스피커가 지배적이었다.

### 최초의 스피커 시스템
1930년대, 스피커 제조업체들은 주파수 응답을 개선하고 음압 레벨을 높이기 위해 서로 다른 주파수 범위에 최적화된 두세 개의 드라이버 또는 드라이버 세트를 결합하기 시작했다. 1937년, 최초의 영화 산업 표준 스피커 시스템인 "극장용 시어러 혼 시스템"이라는 2웨이 시스템이 메트로 골드윈 메이어에 의해 소개되었다. 이 시스템은 4개의 15인치 저주파 드라이버, 375 Hz로 설정된 크로스오버 네트워크, 그리고 2개의 컴프레션 드라이버가 고주파수를 제공하는 단일 다중 셀 혼을 사용했다. 존 케네스 힐리아드, 제임스 불로 랜싱, 그리고 더글러스 시어러가 모두 이 시스템을 만드는 데 기여했다. 1939년 세계 박람회에서 플러싱 메도우스의 타워에 매우 큰 2웨이 전관방송 시스템이 설치되었다. 8개의 27인치 저주파 드라이버는 시나우다그래프의 수석 엔지니어였던 루디 보잭이 설계했다. 고주파 드라이버는 아마도 웨스턴 일렉트릭에서 제작되었을 것이다.
알텍 랜싱은 1943년에 가장 유명한 동축 듀플렉스 드라이버인 604를 출시했다. 이 드라이버는 거의 점음원 성능을 위해 15인치 우퍼의 폴피스 구멍을 통해 소리를 보내는 고주파 혼을 통합했다. 알텍의 "Voice of the Theatre" 스피커 시스템은 1945년에 처음 판매되었으며, 영화관에 필요한 높은 출력 레벨에서 더 나은 일관성과 선명도를 제공했다. 영화 예술 과학 아카데미는 즉시 그 음향 특성을 테스트하기 시작했으며, 1955년에 이를 영화관 산업 표준으로 만들었다.
1954년, 에드거 빌처는 음향 서스펜션 스피커 설계 원리를 개발했다. 이는 이전의 더 큰 캐비닛에 장착된 드라이버로는 얻을 수 없었던 더 나은 베이스 응답을 가능하게 했다. 그와 그의 파트너 헨리 클로스는 이 원리를 사용하여 스피커 시스템을 제조하고 판매하기 위해 음향 연구 회사를 설립했다. 이어서, 인클로저 설계 및 재료의 지속적인 개발은 상당한 가청 개선으로 이어졌다.
현대 다이내믹 드라이버 및 이를 사용하는 스피커의 가장 주목할 만한 개선 사항은 콘 재료의 개선, 고온 접착제 도입, 개선된 영구 자석 재료, 개선된 측정 기술, 컴퓨터 지원 설계, 그리고 유한 요소 분석이다. 저주파수에서, 1970년대 초부터 티엘-스몰 매개변수 전기 네트워크 이론이 베이스 드라이버와 인클로저 협력작용을 최적화하는 데 사용되었다.

## 스피커 시스템
스피커 시스템 설계는 음색과 음질에 대한 주관적인 인식, 측정 및 실험을 포함한다. 성능 개선을 위한 디자인 조정은 자석, 음향, 기계, 전기, 그리고 재료과학 이론의 조합을 사용하여 이루어지며, 고정밀 측정과 경험 많은 청취자의 관찰을 통해 추적된다. 스피커 및 드라이버 디자이너가 직면해야 할 몇 가지 문제는 왜곡, 음향 로빙, 위상 효과, 축 외 응답 및 크로스오버 아티팩트이다. 디자이너는 무향실을 사용하여 스피커를 방 효과와 독립적으로 측정할 수 있도록 하거나, 이러한 챔버를 어느 정도 대체할 수 있는 여러 전자 기술을 사용할 수 있다. 일부 개발자들은 실제 청취 조건을 시뮬레이션하기 위한 특정 표준화된 방 설정을 선호하여 무향실을 피한다.

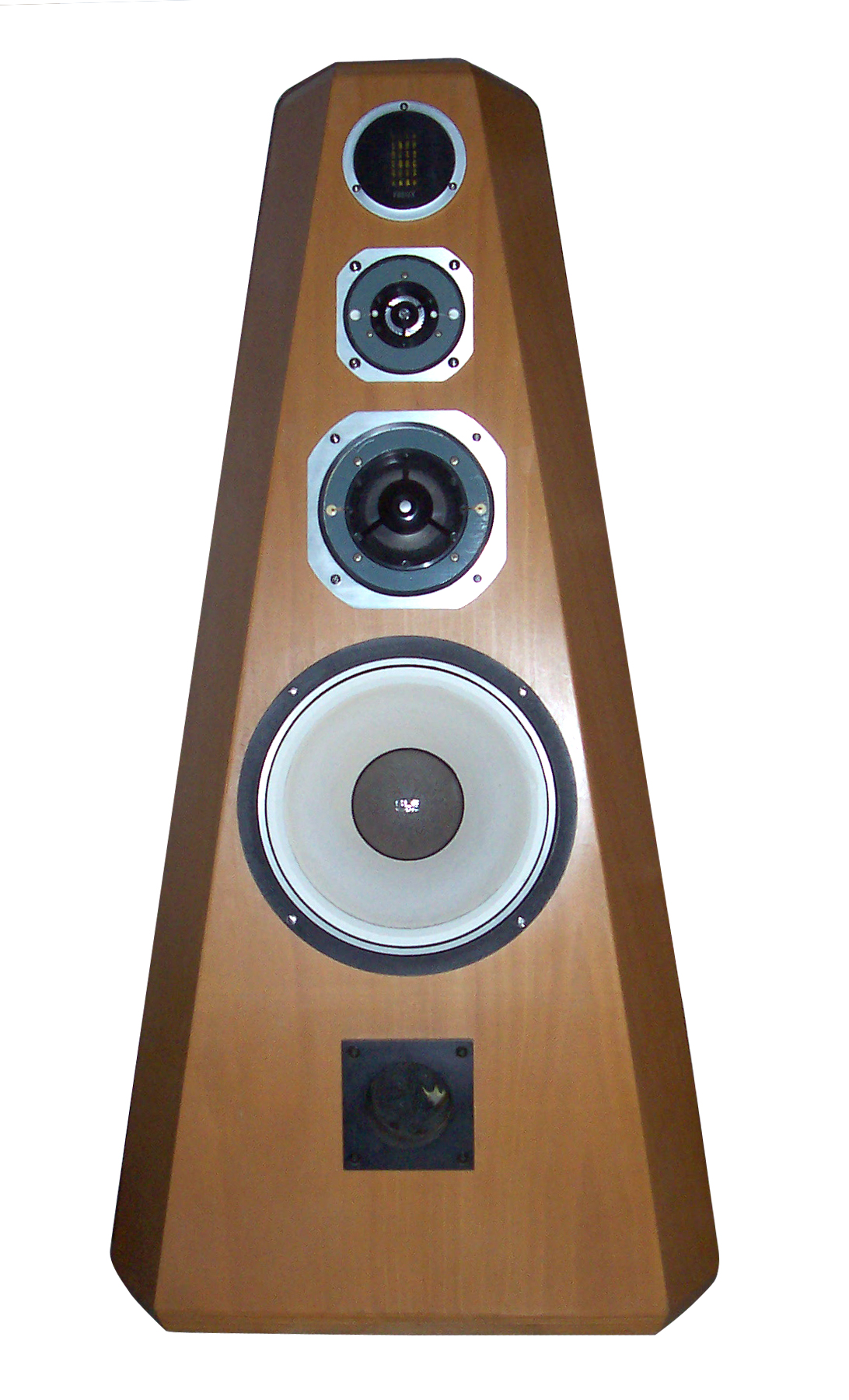
4웨이 하이파이 스피커 시스템. 4개의 드라이버 각각 다른 주파수 대역을 출력하며, 가장 아래의 다섯 번째 구멍은 베이스 리플렉스 포트이다.

개별 전기동력 드라이버는 제한된 주파수 범위 내에서 최상의 성능을 제공한다. 여러 드라이버 (예: 서브우퍼, 우퍼, 미드레인지 드라이버, 트위터)는 일반적으로 이러한 제약을 넘어선 성능을 제공하기 위해 완전한 스피커 시스템으로 결합된다. 가장 일반적으로 사용되는 세 가지 음향 방사 시스템은 콘, 돔 및 혼형 드라이버이다.

### 풀 레인지 드라이버

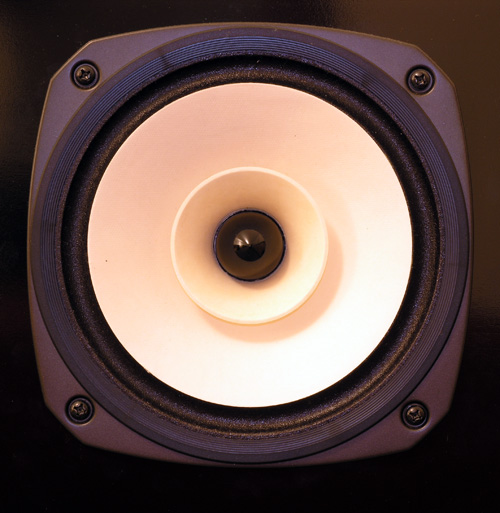
위저 콘을 사용하는 풀 레인지 드라이브 유닛 스피커

풀 레인지 또는 광대역 드라이버는 다른 드라이버의 도움 없이 오디오 채널을 재현하기 위해 단독으로 사용하도록 설계된 스피커 드라이버이므로, 응용 분야에서 요구하는 오디오 주파수 범위를 커버해야 한다. 이 드라이버는 일반적으로 직경 3 to 8 인치 (7.6 to 20.3 cm)로 작아 합리적인 고주파 응답을 허용하며, 낮은 주파수에서 낮은 왜곡 출력을 제공하도록 신중하게 설계되었지만, 최대 출력 레벨은 감소한다. 풀 레인지 드라이버는 예를 들어 전관방송 시스템, 텔레비전, 소형 라디오, 인터콤, 그리고 일부 컴퓨터 스피커에서 발견된다.
Hi-Fi 스피커 시스템에서 광대역 드라이버를 사용하면 비동일한 드라이버 위치 또는 크로스오버 네트워크 문제로 인한 여러 드라이버 간의 원치 않는 상호 작용을 피할 수 있지만, 주파수 응답 및 출력 능력 (특히 저주파수에서)을 제한할 수도 있다. 광대역 드라이버로 구축된 Hi-Fi 스피커 시스템은 최적의 성능에 근접하기 위해 크고 정교하거나 값비싼 인클로저가 필요할 수 있다.
풀 레인지 드라이버는 종종 위저(whizzer)라고 불리는 추가 콘을 사용한다. 위저는 보이스 코일과 주 콘 사이의 연결부에 부착된 작고 가벼운 콘이다. 위저 콘은 드라이버의 고주파 응답을 확장하고 고주파 지향성을 넓혀준다. 그렇지 않으면 바깥쪽 직경의 콘 재료가 더 높은 주파수에서 중앙 보이스 코일의 움직임을 따라가지 못해 지향성이 크게 좁아질 것이다. 위저 디자인에서 주 콘은 바깥쪽 직경에서 중앙보다 더 많이 구부러지도록 제작된다. 그 결과 주 콘은 저주파수를 전달하고 위저 콘은 대부분의 고주파수를 기여한다. 위저 콘이 주 다이어프램보다 작기 때문에, 고주파수에서의 출력 분산은 동일한 크기의 단일 더 큰 다이어프램에 비해 향상된다.
단독으로 사용되는 제한된 범위의 드라이버는 일반적으로 컴퓨터, 장난감 및 탁상 시계에 있다. 이 드라이버는 광대역 드라이버보다 정교하지 않고 저렴하며, 매우 작은 장착 위치에 맞추기 위해 심각하게 타협될 수 있다. 이러한 응용 분야에서는 음질이 낮은 우선순위이다.

### 서브우퍼
서브우퍼는 오디오 스펙트럼에서 가장 낮은 음역대만을 재생하는 우퍼 드라이버이다. 일반적으로 소비자 시스템의 경우 200 Hz 미만, 전문 라이브 사운드의 경우 100 Hz 미만, THX 인증 시스템의 경우 80 Hz 미만이다. 의도된 주파수 범위가 제한적이기 때문에 서브우퍼 시스템 설계는 기존 스피커보다 여러 면에서 더 간단하며, 종종 적절한 인클로저에 단일 드라이버로 구성된다. 이 주파수 범위의 소리는 회절에 의해 모서리를 쉽게 돌아갈 수 있으므로 스피커 개구부가 청중을 향할 필요가 없으며, 서브우퍼는 인클로저 바닥에 장착되어 바닥을 향할 수 있다. 이는 저주파수에서 인간 청각의 한계로 인해 용이해진다. 이러한 소리는 머리에 의한 그림자 및 그 주변의 회절로 인해 귀에 차동 효과를 생성하는 고주파수에 비해 큰 파장으로 인해 공간적으로 위치를 파악할 수 없다. 우리는 이 두 가지 모두를 위치 파악 단서로 삼는다.
매우 낮은 저음 음표를 정확하게 재현하려면 서브우퍼 시스템은 캐비닛 진동으로 인한 원치 않는 소리를 피하기 위해 견고하게 제작되고 적절하게 보강되어야 한다. 결과적으로 좋은 서브우퍼는 일반적으로 매우 무겁다. 많은 서브우퍼 시스템에는 통합 전력 증폭기와 전자 초저주파 필터가 포함되어 있으며, 저주파 재생과 관련된 추가 제어 장치 (예: 크로스오버 노브 및 위상 스위치)가 있다. 이러한 변형은 액티브 또는 파워드 서브우퍼로 알려져 있다. 반대로 패시브 서브우퍼는 외부 증폭을 필요로 한다.
일반적인 설치에서 서브우퍼는 나머지 스피커 캐비닛과 물리적으로 분리되어 있다. 전파 지연과 위치 때문에 서브우퍼의 출력은 다른 사운드와 위상이 어긋날 수 있다. 따라서 서브우퍼의 전력 앰프는 종종 시스템 전체의 성능을 향상시키는 데 사용될 수 있는 위상 지연 조절 기능을 갖추고 있다. 서브우퍼는 대형 콘서트 및 중형 공연장 음향 보강 시스템에서 널리 사용된다. 서브우퍼 캐비닛은 종종 베이스 리플렉스 포트와 함께 제작되며, 적절하게 설계되면 저음 성능을 향상시키고 효율성을 높이는 설계 특징이다.

### 우퍼
우퍼는 저주파를 재생하는 드라이버이다. 드라이버는 스피커 인클로저의 특성과 함께 작동하여 적절한 저주파를 생성한다. 일부 스피커 시스템은 가장 낮은 주파수를 위해 우퍼를 사용하며, 때로는 서브우퍼가 필요하지 않을 정도로 충분하다. 또한 일부 스피커는 우퍼를 사용하여 중간 주파수를 처리하여 미드레인지 드라이버를 없앤다.

### 미드레인지 드라이버
미드레인지 스피커는 일반적으로 1~6 kHz 사이의 주파수 대역을 재생하는 스피커 드라이버로, 미드 주파수(우퍼와 트위터 사이)로도 알려져 있다. 미드레인지 드라이버 다이어프램은 종이 또는 복합 재료로 만들 수 있으며, 직접 방사 드라이버(작은 우퍼와 비슷함)일 수도 있고 컴프레션 드라이버(일부 트위터 디자인과 비슷함)일 수도 있다. 미드레인지 드라이버가 직접 방사형일 경우, 스피커 인클로저의 전면 배플에 장착할 수 있으며, 압축 드라이버일 경우 혼의 목에 장착하여 추가 출력 레벨과 방사 패턴을 제어할 수 있다.

### 트위터

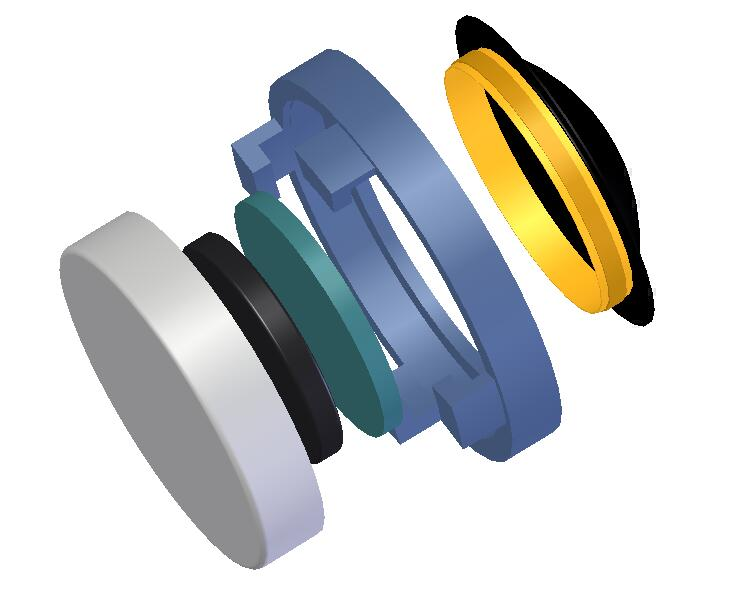
분해된 돔 트위터의 모습

트위터는 스피커 시스템에서 가장 높은 주파수를 재생하는 고주파 드라이버이다. 트위터 설계의 주요 문제점은 넓은 각도 음향 커버리지(축 외 응답)를 달성하는 것인데, 고주파수 음향은 스피커에서 좁은 빔으로 방출되는 경향이 있기 때문이다. 소프트 돔 트위터는 홈 스테레오 시스템에서 널리 사용되며, 혼 로드 압축 드라이버는 전문 음향 보강에 흔히 사용된다. 리본 트위터는 일부 디자인의 출력 전력이 전문 음향 보강에 유용한 수준으로 증가하면서 인기를 얻었으며, 그 출력 패턴은 수평면에서 넓어 콘서트 음향에 편리하게 적용된다.

### 동축 드라이버
동축 드라이버는 두 개 이상의 동심 드라이버가 결합된 스피커 드라이버이다. 동축 드라이버는 알텍, 탄노이, 파이오니아, KEF, SEAS, B&C 스피커, BMS, 카바세 및 제네렉에서 생산되었다.

## 시스템 설계

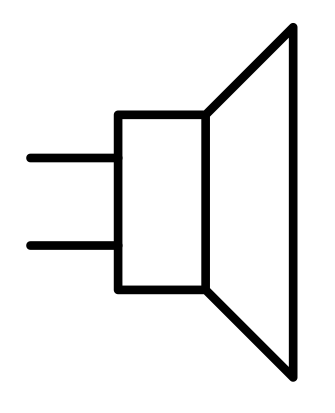
스피커의 전자 기호

### 크로스오버

패시브 크로스오버

액티브 크로스오버가 장착된 바이앰프 시스템

다중 드라이버 스피커 시스템에서 사용되는 크로스오버는 각 드라이버의 요구 사항에 따라 입력 신호를 다른 주파수 대역으로 분리하는 필터 어셈블리이다. 따라서 드라이버는 설계된 주파수 범위에서만 전력을 받아 드라이버의 왜곡과 드라이버 간의 간섭을 줄인다. 크로스오버는 패시브 또는 액티브가 될 수 있다.
패시브 크로스오버는 하나 이상의 저항기, 인덕터 및 축전기의 조합을 사용하는 전자 회로이다. 이러한 구성 요소는 필터 네트워크를 형성하기 위해 결합되며, 대부분 전체 주파수 범위의 파워 앰프와 스피커 드라이버 사이에 위치하여 앰프의 신호를 필요한 주파수 대역으로 나눈 다음 개별 드라이버에 전달된다. 패시브 크로스오버 회로는 오디오 신호 자체 외에 외부 전력이 필요하지 않지만 몇 가지 단점이 있다. 전력 처리 요구 사항으로 인해 더 큰 인덕터와 축전기가 필요할 수 있다. 내장 앰프를 포함하는 액티브 크로스오버와 달리 패시브 크로스오버는 통과 대역 내에서 고유한 감쇠를 가지며, 일반적으로 보이스 코일 앞에서 댐핑 팩터가 감소한다.
액티브 크로스오버는 전력 증폭 전에 신호를 개별 주파수 대역으로 분할하는 전자 필터 회로이므로 각 대역에 대해 최소 하나의 전력 증폭기가 필요하다. 수동 필터링도 이러한 방식으로 전력 증폭 전에 사용될 수 있지만, 액티브 필터링보다 유연성이 떨어지므로 일반적인 솔루션은 아니다. 크로스오버 필터링 후 증폭을 사용하는 모든 기술은 최소 앰프 채널 수에 따라 바이앰핑, 트라이앰핑, 쿼드앰핑 등으로 알려져 있다.
일부 라우스피커 디자인은 미드 및 고주파 드라이버 간의 수동 크로스오버와 저주파 드라이버를 위한 능동 크로스오버와 같이 수동 및 능동 크로스오버 필터링의 조합을 사용한다.
패시브 크로스오버는 일반적으로 스피커 박스 내부에 설치되며 가정용 및 저전력 사용을 위한 가장 일반적인 크로스오버 유형이다. 자동차 오디오 시스템에서 패시브 크로스오버는 사용되는 부품의 크기를 수용하기 위해 별도의 상자에 있을 수 있다. 패시브 크로스오버는 저차 필터링을 위해 단순할 수 있거나, 옥타브당 18 또는 24 dB와 같은 가파른 경사를 허용하기 위해 복잡할 수 있다. 패시브 크로스오버는 드라이버, 혼 또는 인클로저 공명의 원치 않는 특성을 보상하도록 설계될 수도 있으며, 구성 요소 상호 작용으로 인해 구현하기 까다로울 수 있다. 패시브 크로스오버는 드라이버 유닛과 마찬가지로 전력 처리 제한, 삽입 손실이 있으며 앰프가 보는 부하를 변경한다. 이러한 변경 사항은 Hi-Fi 세계의 많은 사람들에게 중요한 문제이다. 높은 출력 수준이 필요한 경우 액티브 크로스오버가 더 선호될 수 있다. 액티브 크로스오버는 패시브 네트워크의 응답을 모방하는 단순한 회로일 수도 있고, 광범위한 오디오 조정을 허용하는 더 복잡한 회로일 수도 있다. 일부 액티브 크로스오버(일반적으로 디지털 라우드스피커 관리 시스템)에는 주파수 대역 간의 위상 및 시간 정렬, 이퀄라이제이션, 컴프레서 (오디오) 및 리미터를 정밀하게 조정하기 위한 전자 장치 및 제어 장치가 포함될 수 있다.

### 인클로저

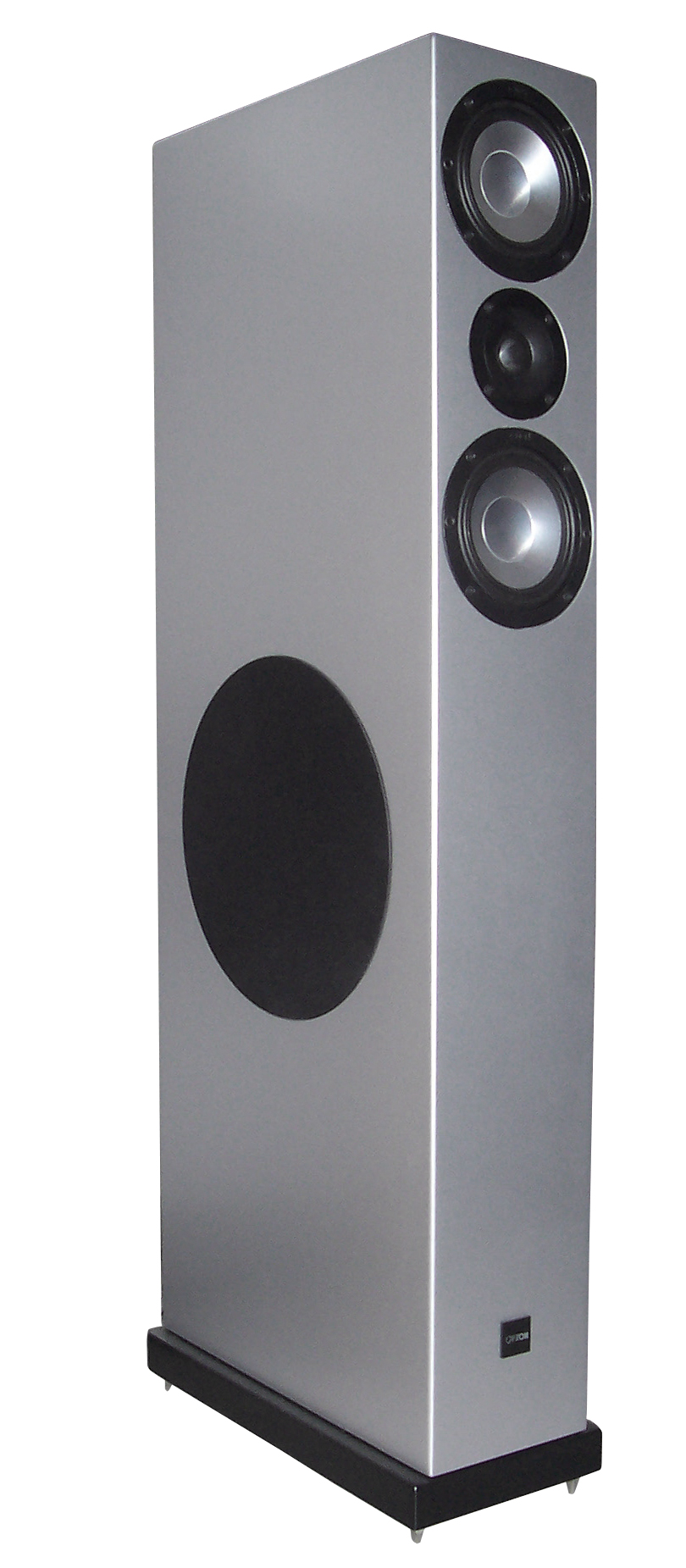
특이한 3웨이 스피커 시스템. 캐비닛은 회절 효과인 배플 스텝이 발생하는 주파수를 높이기 위해 좁다.

대부분의 라우스피커 시스템은 인클로저 또는 캐비닛에 장착된 드라이버로 구성된다. 인클로저의 역할은 드라이버 후면에서 나오는 음파가 전면에서 나오는 음파와 파괴적으로 간섭하는 것을 방지하는 것이다. 후면에서 방출되는 음파는 전면에서 방출되는 음파와 180° 위상차가 있으므로, 인클로저가 없으면 일반적으로 저주파에서 음량 및 음질을 크게 저하시키는 상쇄를 유발한다.
가장 간단한 드라이버 마운트는 드라이버가 구멍에 장착된 평면 패널(배플)이다. 그러나 이 접근 방식에서는 배플 크기보다 파장이 긴 음향 주파수는 콘 후면에서 발생하는 위상 반대 방사가 전면에서 발생하는 방사와 간섭하기 때문에 상쇄된다. 무한히 큰 패널을 사용하면 이러한 간섭을 완전히 방지할 수 있다. 충분히 큰 밀폐형 박스는 이러한 동작에 근접할 수 있다.
무한한 크기의 패널은 불가능하므로 대부분의 인클로저는 움직이는 다이어프램의 후면 방사를 차단하여 작동한다. 밀폐형 인클로저는 단단하고 밀폐된 상자에 소리를 가두어 스피커 후면에서 방출되는 소리의 전달을 방지한다. 캐비닛 벽을 통한 소리 전달을 줄이는 데 사용되는 기술에는 두꺼운 캐비닛 벽, 내부 보강 및 손실이 있는 벽 재료가 포함된다.
그러나 단단한 인클로저는 소리를 내부적으로 반사하여 스피커 다이어프램을 통해 다시 전달될 수 있으며, 이는 다시 음질 저하를 초래할 수 있다. 이는 인클로저 내부에 유리섬유, 양모 또는 합성 섬유 솜과 같은 흡음재를 사용하여 내부 흡수를 통해 줄일 수 있다. 인클로저의 내부 모양도 스피커 다이어프램에서 소리를 멀리 반사하도록 설계할 수 있으며, 이 경우 소리가 흡수될 수 있다.
다른 인클로저 유형은 후방 음향 방사를 변경하여 콘 전면의 출력에 건설적으로 추가할 수 있도록 한다. 이를 수행하는 디자인(베이스 리플렉스, 패시브 라디에이터, 전송 라인 등 포함)은 종종 효과적인 저주파 응답을 확장하고 드라이버의 저주파 출력을 높이는 데 사용된다.
드라이버 간의 전환을 최대한 원활하게 하기 위해 시스템 디자이너는 하나 이상의 드라이버 장착 위치를 앞뒤로 이동하여 각 드라이버의 음향 중심이 동일한 수직 평면에 있도록 드라이버를 시간 정렬하려고 시도했다. 여기에는 드라이버를 뒤로 기울이거나, 각 드라이버에 대해 별도의 인클로저 장착을 제공하거나, 동일한 효과를 달성하기 위해 전자 기술을 사용하는 것이 포함될 수 있다. 이러한 시도로 인해 일부 특이한 캐비닛 디자인이 탄생했다.
스피커 장착 방식 (캐비닛 포함)도 회절을 일으켜 주파수 응답에 피크와 딥을 유발할 수 있다. 이 문제는 일반적으로 파장이 캐비닛 치수와 비슷하거나 작은 고주파에서 가장 크다.

#### 혼 라우스피커

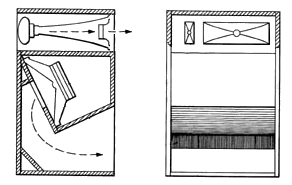
3개의 드라이버 각각 앞에 혼을 사용하는 3웨이 라우스피커: 트위터용 얕은 혼, 중주파수용 길고 직선 혼, 우퍼용 접힌 혼

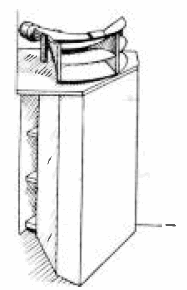
클립시혼 스피커 도면, 1948

혼 스피커는 가장 오래된 형태의 라우드스피커 시스템이다. 음성 증폭 메가폰으로 혼을 사용하는 것은 적어도 17세기부터 시작되었으며, 혼은 1877년에 이미 기계식 축음기에 사용되었다. 혼 라우드스피커는 드라이버의 지향성을 높이고 드라이버 콘 표면의 작은 직경, 고압 상태를 혼 입구의 큰 직경, 저압 상태로 변환하기 위해 드라이버 앞이나 뒤에 형성된 도파관을 사용한다. 이는 드라이버와 주변 공기 간의 음향-전기/기계 임피던스 매칭을 개선하여 효율성을 높이고 소리를 더 좁은 영역에 집중시킨다.
혼의 목, 입구, 길이, 그리고 면적 확장률은 드라이버를 적절히 일치시켜 특정 주파수 범위에서 이 변환 기능을 올바르게 제공하도록 신중하게 선택해야 한다. 베이스 또는 서브베이스 혼을 만들기 위해 필요한 길이와 단면 입구 면적은 몇 피트 길이의 혼을 요구한다. 접힌 혼은 전체 크기를 줄일 수 있지만, 설계자는 타협하고 비용 및 건설 복잡성을 증가시켜야 한다. 일부 혼 디자인은 저주파 혼을 접을 뿐만 아니라 방 모서리의 벽을 혼 입구의 확장으로 사용하기도 한다. 1940년대 후반에는 방 벽의 대부분을 차지하는 혼이 Hi-Fi 팬들 사이에서 드물지 않았다. 두 개 이상이 필요할 때 방 크기의 설치는 훨씬 덜 허용되었다.
혼 로드 스피커는 2.83볼트 (8옴에서 1와트)에서 1미터 거리에서 110 dBSPL에 달하는 높은 감도를 가질 수 있다. 이는 90 dB 감도 (위에서 언급된 사양 기준)로 평가된 스피커에 비해 백배 증가한 출력이며, 높은 음량 수준이 요구되거나 앰프 전력이 제한된 응용 분야에서 매우 유용하다.

#### 전송선 스피커
전송선 스피커는 캐비닛 내부에 음향 전송선을 사용하는 스피커 인클로저 디자인으로, 더 간단한 인클로저 기반 디자인과 비교된다. 단순히 감쇠된 인클로저에서 울리는 대신, 베이스 스피커 후면의 소리는 스피커 인클로저 내부에 있는 길고 (일반적으로 접힌) 감쇠된 경로로 향하게 되어, 더 큰 제어와 스피커 에너지의 효율적인 사용을 가능하게 한다.

### 배선 연결

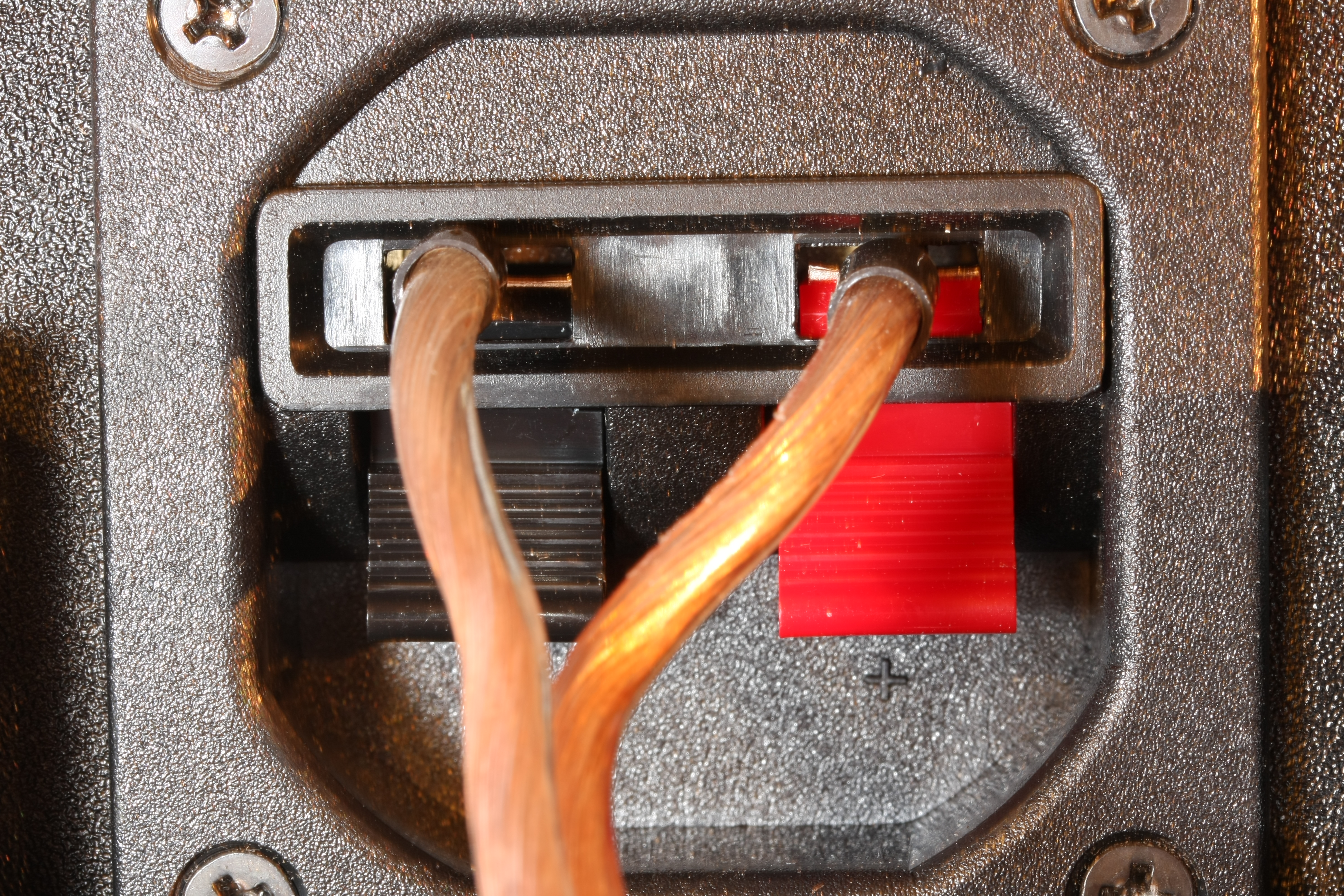
스피커에 스피커 터미널을 연결하기 위한 스피커의 그립 커넥터

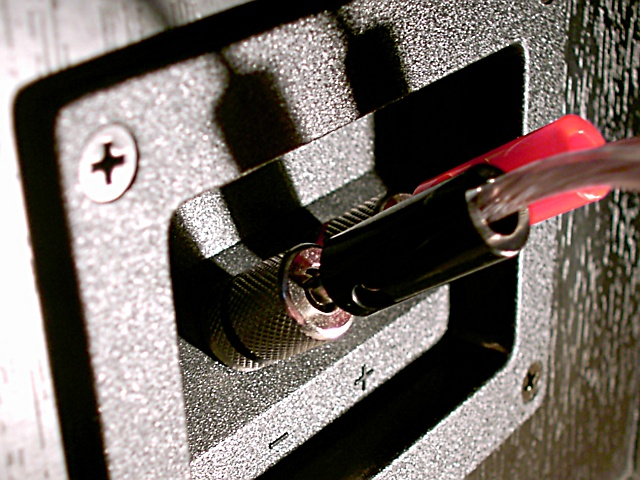
2웨이 바인딩 포스트에 바나나 단자를 사용하여 연결된 스피커

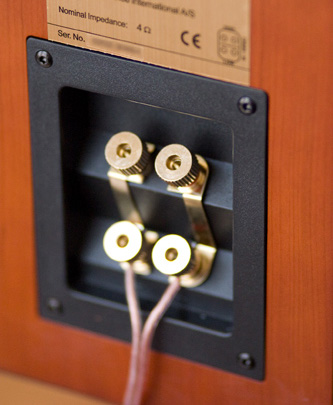
두 개의 금속 스트랩을 제거한 후 바이 와이어링을 허용할 수 있는 두 쌍의 바인딩 포스트가 있는 4옴 스피커

대부분의 가정용 하이파이 스피커는 신호원(예: 오디오 앰프 또는 수신기)에 연결하기 위해 두 개의 배선 지점을 사용한다. 와이어 연결을 수용하기 위해 스피커 인클로저에는 결박 단자, 스프링 클립 또는 패널 장착 잭이 있을 수 있다. 한 쌍의 스피커용 와이어가 적절한 전기 극성에 따라 연결되지 않으면, 스피커는 위상이 맞지 않거나 더 정확하게는 극성이 맞지 않는다고 한다. 동일한 신호가 주어졌을 때, 극성이 맞지 않는 스피커 콘의 움직임은 다른 스피커의 움직임과 반대 방향이다. 이는 일반적으로 스테레오 녹음에서 모노포닉 자료가 상쇄되거나, 레벨이 감소하거나, 소리 파동의 파괴적인 간섭으로 인해 위치를 파악하기 더 어려워지게 한다. 상쇄 효과는 스피커가 4분의 1 파장 이하로 분리된 주파수에서 가장 두드러지게 나타나며, 저주파수가 가장 큰 영향을 받는다. 이러한 종류의 잘못된 배선 오류는 스피커에 손상을 주지 않지만, 청취에 최적이지는 않다.
음향 보강 시스템, 전관방송 시스템 및 악기 앰프 스피커 인클로저의 경우 케이블과 특정 유형의 잭 또는 커넥터가 일반적으로 사용된다. 저가 및 중가 사운드 시스템 및 악기 스피커 캐비닛은 종종 1/4" 잭을 사용한다. 고가 및 고출력 사운드 시스템 캐비닛 및 악기 스피커 캐비닛은 종종 스피콘 커넥터를 사용한다. 스피콘 커넥터는 사람이 커넥터를 만질 수 없도록 설계되었기 때문에 고출력 앰프에 더 안전한 것으로 간주된다.

### 무선 스피커

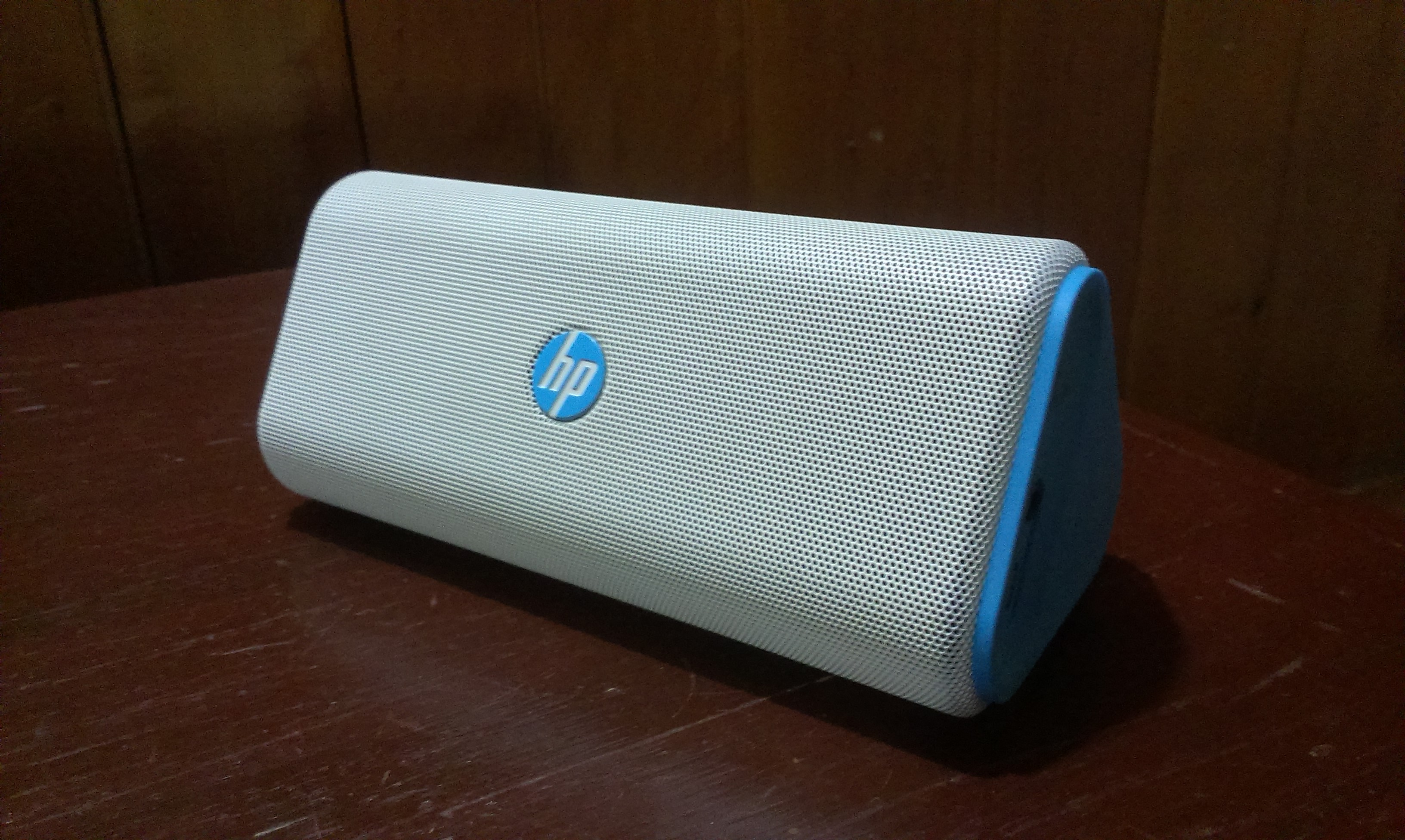
HP Ro어 무선 스피커

무선 스피커는 유선 파워드 스피커와 유사하지만, 오디오 케이블 대신 무선 주파수(RF) 파동을 사용하여 오디오 신호를 수신한다. 스피커 캐비닛에 앰프가 통합되어 있는데, 이는 RF 파동만으로는 스피커를 구동하기에 충분하지 않기 때문이다. 무선 스피커는 여전히 전원이 필요하므로 근처의 AC 전원 콘센트나 내장 배터리가 필요하다. 오디오 와이어만 제거된다.

## 사양

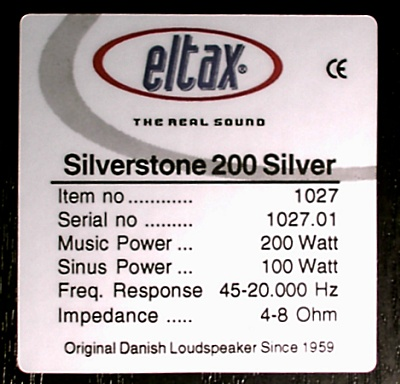
스피커의 사양 라벨

스피커 사양은 일반적으로 다음을 포함한다:
- 스피커 또는 드라이버 유형 (개별 유닛만) – 풀 레인지, 우퍼, 트위터, 또는 미드레인지.
- 개별 드라이버의 크기. 콘 드라이버의 경우 인용된 크기는 일반적으로 바스켓의 외경이다.[39] 그러나 드물게는 콘 서라운드의 지름 (정점 대 정점 측정) 또는 한 장착 구멍의 중심에서 반대쪽 장착 구멍까지의 거리일 수도 있다. 보이스 코일 직경도 지정될 수 있다. 스피커에 압축 혼 드라이버가 있는 경우 혼 목구멍의 직경이 주어질 수 있다.
- 정격 전력 – 스피커가 처리할 수 있는 전력 및 피크 전력. 드라이버는 저주파에서 기계적 한계를 넘어서 구동되면 정격 전력보다 훨씬 낮은 전력에서 손상될 수 있다. 일부 관할권에서는 전력 처리 능력이 법적 의미를 가지므로 고려 중인 스피커 간의 비교가 가능하다. 다른 곳에서는 전력 처리 능력에 대한 다양한 의미가 상당히 혼란스러울 수 있다.
- 임피던스 – 일반적으로 4 Ω (옴), 8 Ω 등.[40]
- 배플 또는 인클로저 유형 (밀폐 시스템만) – 밀폐형, 베이스 리플렉스 등.
- 드라이버 수 (완전 스피커 시스템만) – 2웨이, 3웨이 등.
- 스피커의 클래스[41]:
  - 클래스 1: 최대 SPL 110–119 dB, 작은 공간에서 사람의 말을 재생하거나 배경 음악을 위한 스피커 유형; 주로 클래스 2 또는 클래스 3 스피커의 필 스피커로 사용; 일반적으로 작은 4" 또는 5" 우퍼와 돔 트위터
  - 클래스 2: 최대 SPL 120–129 dB, 중소형 공간에서 보강용으로 사용되거나 클래스 3 또는 클래스 4 스피커의 필 스피커로 사용되는 중간 전력 스피커 유형; 일반적으로 5" ~ 8" 우퍼와 돔 트위터
  - 클래스 3: 최대 SPL 130–139 dB, 중소형 공간의 주 시스템에 사용되는 고출력 스피커; 클래스 4 스피커의 필 스피커로도 사용; 일반적으로 6.5" ~ 12" 우퍼와 고주파용 2" 또는 3" 컴프레션 드라이버
  - 클래스 4: 최대 SPL 140 dB 이상, 중대형 공간의 주 시스템 (또는 이러한 중대형 공간의 필 스피커)에 사용되는 매우 고출력 스피커; 10" ~ 15" 우퍼와 3" 컴프레션 드라이버

그리고 선택적으로:
- 크로스오버 주파수 (다중 드라이버 시스템만) – 드라이버 간 분할의 명목 주파수 경계.
- 주파수 응답 – 지정된 주파수 범위에 걸쳐 측정되거나 지정된 출력으로, 해당 주파수 전체에서 일정한 입력 레벨로 변화한다. 때로는 "± 2.5 dB"와 같은 분산 한계를 포함하기도 한다.
- 티엘-스몰 매개변수 (개별 드라이버만) – 드라이버의 Fs (공명 주파수), Qts (드라이버의 Q; 공명 주파수에서의 댐핑 팩터와 거의 같음), Vas (드라이버의 등가 공기 순응도 부피) 등을 포함한다.
- 감도 – 비잔향 환경에서 스피커가 생성하는 음압 수준으로, 종종 1와트 (8 Ω에 2.83볼트 RMS) 입력으로 1미터에서 측정된SPL로 지정되며, 일반적으로 하나 이상의 특정 주파수에서 측정된다. 제조업체는 종종 이 등급을 마케팅 자료에 사용한다.
- 최대 음압 레벨 – 손상되거나 특정 왜곡 수준을 초과하지 않고 스피커가 관리할 수 있는 최고 출력. 제조업체는 종종 이 등급을 마케팅 자료에 사용하며, 일반적으로 주파수 범위나 왜곡 수준을 언급하지 않는다.

### 다이내믹 라우드스피커의 전기적 특성
소리를 만들기 위해 스피커는 변조된 전류 (앰프에 의해 생성됨)에 의해 구동되며, 이 전류는 스피커 코일을 통과하여 (전기 유도에 의해) 코일 주위에 자기장을 생성한다. 스피커를 통과하는 전류 변화는 변화하는 자기장으로 변환되며, 이 자기장이 드라이버의 자기장과 상호 작용하여 스피커 다이어프램을 움직인다. 이로 인해 드라이버는 앰프의 원래 신호와 유사한 공기 움직임을 생성한다.
드라이버가 앰프에 제시하는 부하는 복잡한 전기 임피던스로 구성된다. 이는 저항과 용량성 및 유도성 반응저항의 조합으로, 드라이버, 기계적 움직임, 크로스오버 구성 요소의 영향 (앰프와 드라이버 사이의 신호 경로에 있는 경우), 그리고 인클로저 및 환경에 의해 변형된 드라이버에 대한 공기 부하의 효과를 결합한다. 대부분의 앰프 출력 사양은 이상적인 저항 부하에 대한 특정 전력으로 제공된다. 그러나 스피커는 주파수 범위에 걸쳐 일정한 임피던스를 갖지 않는다. 대신, 보이스 코일은 유도성이며, 드라이버는 기계적 공명을 가지며, 인클로저는 드라이버의 전기적 및 기계적 특성을 변경하고, 드라이버와 앰프 사이의 수동 크로스오버는 자체적인 변화를 기여한다. 결과적으로 부하 임피던스는 주파수에 따라 크게 달라지며, 일반적으로 전압과 전류 간의 위상 관계도 주파수에 따라 변한다. 일부 앰프는 다른 앰프보다 변화에 더 잘 대처할 수 있다.
이러한 효과를 자세히 다루는 스피커의 전기 모델이 있다.

### 전기기계적 측정
일반적인 스피커 측정의 예는 다음과 같다: 주파수 대 진폭 및 위상 특성; 하나 이상의 조건(예: 구형파, 사인파 버스트 등)에서의 임펄스 응답; 주파수 대 지향성(예: 수평, 수직, 구형 등); 여러 테스트 신호를 사용한 음압 레벨(SPL) 출력 대 고조파 및 상호변조 왜곡; 다양한 주파수에서의 저장 에너지(즉, 링잉); 주파수 대 임피던스; 그리고 저신호 대 고신호 성능. 이러한 측정의 대부분은 복잡하고 종종 비싼 장비를 필요로 한다. 스피커가 생성하는 음압 레벨(SPL)은 일반적으로 20 μPa에 대한 데시벨 (dBSPL)로 표현된다.

### 효율 vs. 감도
스피커 효율은 음향 파워 출력량을 전기 파워 입력량으로 나눈 값으로 정의된다. 대부분의 스피커는 비효율적인 트랜스듀서이다. 앰프가 일반적인 가정용 스피커에 보내는 전기 에너지의 약 1%만이 음향 에너지로 변환된다. 나머지는 주로 보이스 코일과 자석 어셈블리에서 열로 변환된다. 이것의 주된 이유는 구동 장치의 음향 임피던스와 공기 사이의 적절한 임피던스 매칭을 달성하기 어렵기 때문이다. 스피커 드라이버의 효율은 주파수에 따라 달라진다. 예를 들어, 우퍼 드라이버의 출력은 공기와 드라이버 사이의 임피던스 매칭이 점점 더 나빠지기 때문에 입력 주파수가 감소함에 따라 감소한다.
주어진 입력에 대한 SPL을 기준으로 한 드라이버 등급을 감도 등급이라고 하며, 효율과 개념적으로 유사하다. 감도는 일반적으로 1미터 거리에서 1와트 전기 입력(명목상 8 Ω 스피커 임피던스에 2.83 VRMS)으로 측정된 SPL(일반적인 용법으로 20 μPa에 대한 dB를 의미하는 dBSPL)로 표현되며, 종종 단일 주파수에서 측정된다.
음압 출력은 스피커에서 1미터 거리에서 축상(직접 정면)에서 측정되거나 (또는 측정치와 동일하도록 수학적으로 스케일링됨), 스피커가 무한히 넓은 공간으로 방사하고 무한 배플에 장착된 조건 하에서 측정된다. 따라서 감도는 효율과 정확하게 상관관계가 없으며, 테스트 중인 드라이버의 지향성과 실제 스피커 앞의 음향 환경에도 의존한다. 예를 들어, 치어리더의 혼은 치어리더의 음파를 한 방향으로 집중시켜 소리를 한 방향으로 집중시키므로 지향하는 방향으로 더 많은 소리 출력을 생성한다. 혼은 또한 음성과 공기 사이의 임피던스 매칭을 개선하여 주어진 스피커 전력에 대해 더 많은 음향 파워를 생성한다.
감도와 전력 처리 능력은 대체로 독립적인 속성이므로, 최대 전력 등급이 높은 드라이버가 반드시 낮은 등급의 드라이버보다 더 큰 소리를 낼 수 있는 것은 아니다. 다음 예에서는 (간단하게) 비교되는 드라이버가 동일한 전기 임피던스를 가지고 있고, 두 드라이버의 통과 대역 내에서 동일한 주파수에서 작동하며, 전력 압축 및 왜곡이 미미하다고 가정한다. 다른 스피커보다 3 dB 더 민감한 스피커는 동일한 전기 전력 입력에 대해 거의 두 배의 음향 전력(3 dB 더 크게)을 생성한다. 따라서 1 W @ 1 m 감도에 대해 92 dBSPL로 정격된 100 W 드라이버(A)는 1 W @ 1 m 감도에 대해 89 dBSPL로 정격된 200 W 드라이버(B)보다 두 배의 음향 전력을 출력한다. 이 예에서 100 W로 구동될 때 스피커 A는 스피커 B가 200 W 입력으로 생성할 SPL 또는 음량과 동일한 SPL을 생성한다. 따라서 스피커 감도가 3 dB 증가하면 특정 SPL을 달성하는 데 필요한 앰프 전력이 절반으로 줄어든다. 이는 더 작고 덜 복잡한 파워 앰프로 이어지며, 종종 전체 시스템 비용도 절감된다.

(특히 저주파에서) 높은 효율성과 컴팩트한 인클로저 크기, 그리고 적절한 저주파 응답을 결합하는 것은 일반적으로 불가능하다. 스피커 시스템을 설계할 때 세 가지 매개변수 중 두 가지만 선택할 수 있다. 예를 들어, 확장된 저주파 성능과 작은 박스 크기가 중요하다면 낮은 효율성을 받아들여야 한다. 이 경험칙은 때때로 호프만 철칙 (KLH의 H인 J.A. 호프만의 이름을 따서 명명)이라고 불린다.

## 청취 환경
스피커 시스템과 환경 간의 상호 작용은 복잡하며 스피커 디자이너의 통제를 벗어나는 경우가 많다. 대부분의 청음실은 크기, 모양, 부피, 가구 배치에 따라 다소 반사적인 환경을 제공한다. 이는 청취자의 귀에 도달하는 소리가 스피커 시스템에서 직접 나오는 소리뿐만 아니라, 하나 이상의 표면으로 이동하고 (그리고 변경되어) 지연된 동일한 소리도 포함된다는 것을 의미한다. 이러한 반사된 음파는 직접음과 합쳐질 때 다양한 주파수에서 상쇄 및 추가(예: 공명 실내 모드)를 유발하여 청취자의 귀에서 소리의 음색과 특성을 변화시킨다. 인간의 뇌는 반사음에 미세한 변화에도 민감하며, 이것이 스피커 시스템이 다른 청취 위치나 다른 방에서 다르게 들리는 이유 중 하나이다.
스피커 시스템의 소리에 중요한 요소는 환경에 존재하는 흡음 및 확산의 양이다. 커튼이나 카펫이 없는 일반적인 빈 방에서 손뼉을 치면 흡수 및 확산 부족으로 인해 윙윙거리고 펄럭이는 에코가 발생한다.

### 배치
일반적인 직사각형 청음실에서 벽, 바닥, 천장의 단단하고 평행한 표면은 세 가지 차원(좌우, 상하, 앞뒤) 각각에 기본 공명 노드를 발생시킨다. 또한, 모든 여섯 개의 경계면이 결합하여 정상파를 생성하는 더 복잡한 공명 모드가 존재한다. 이를 스피커 경계 간섭 응답(SBIR)이라고 한다. 저주파수는 가구 구성이나 배치에 크게 영향을 받지 않으므로 이러한 모드를 가장 많이 자극한다. 모드 간격은 특히 녹음 스튜디오, 홈 시어터 및 방송 스튜디오와 같은 작거나 중간 크기의 방에서 중요하다. 스피커가 방 경계에 가까이 있을수록 공명이 강하게 자극되고 각 주파수에서의 상대적인 강도에도 영향을 미친다. 청취자의 위치 또한 중요하며, 경계 근처의 위치는 인지되는 주파수 균형에 큰 영향을 미칠 수 있다. 이는 정상파 패턴이 이러한 위치와 낮은 주파수에서 (방 크기에 따라 슈뢰더 주파수 아래에서) 가장 쉽게 들리기 때문이다.

### 지향성
음향학자들은 음원 방사를 연구하면서 라우드스피커가 어떻게 인지되는지를 이해하는 데 중요한 몇 가지 개념을 개발했다. 가장 간단한 방사원인 점음원이다. 이상적인 점음원은 무한히 작은 점에서 소리를 방사하는 것이다. 직경이 균일하게 증가하고 감소하며 모든 방향으로 동일하게 음파를 방출하는 작은 맥동하는 구체를 상상하는 것이 더 쉬울 수 있다.
스피커 시스템을 포함하여 소리를 방사하는 모든 물체는 이러한 간단한 점음원의 조합으로 구성된 것으로 생각할 수 있다. 점음원 조합의 방사 패턴은 단일 음원의 방사 패턴과 동일하지 않지만, 음원 간의 거리 및 방향, 청취자가 조합을 듣는 상대적 위치, 그리고 관련된 소리의 주파수에 따라 달라진다. 수학을 사용하여 몇 가지 간단한 음원 조합은 쉽게 해결할 수 있다.
하나의 간단한 조합은 거리에 의해 분리되고 위상이 반대인 두 개의 간단한 음원이다. 한 개의 작은 구체는 팽창하고 다른 구체는 수축한다. 이 쌍은 쌍극자로 알려져 있으며, 이 조합의 방사는 배플 없이 작동하는 매우 작은 다이내믹 스피커의 방사와 유사하다. 쌍극자의 지향성은 두 음원을 연결하는 벡터를 따라 최대 출력을 가지며, 관찰 지점이 두 음원에서 등거리에 있을 때 측면에서 최소 출력을 가지는 8자 모양이다. – 양의 파동과 음의 파동의 합이 서로 상쇄된다. 대부분의 드라이버는 쌍극자이지만, 부착된 인클로저에 따라 점음원 또는 쌍극자로 방사할 수 있다. 유한 배플에 장착되고 이러한 위상 반대파가 상호 작용하도록 허용되면 주파수 응답에 피크와 널이 발생한다. 후면 방사가 상자 안에 흡수되거나 갇히면 다이어프램은 근사적인 점음원 라디에이터가 된다. 상자의 반대편에 동위상 드라이버(모두 동시에 상자 밖으로 또는 안으로 움직임)를 장착하여 만든 양극성 스피커는 전방향 방사 패턴에 근접하는 방법이다.

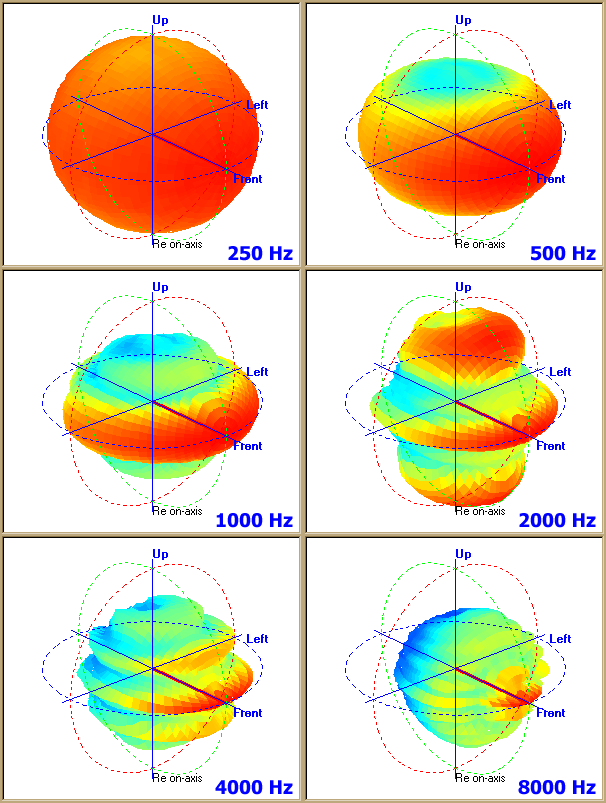
6개 주파수에서 측정한 4개 드라이버 산업용 컬럼형 전관방송 라우드스피커의 극성 플롯. 저주파수에서는 패턴이 거의 전방향성인 반면, 에서는 넓은 부채꼴 모양으로 수렴하다가 고주파수에서는 엽으로 분리되어 약해지는 것을 볼 수 있다.

실생활에서 개별 드라이버는 콘과 돔과 같은 복잡한 3D 모양이며, 다양한 이유로 배플에 배치된다. 점음원 조합 모델링을 기반으로 복잡한 모양의 지향성에 대한 수학적 표현을 도출하는 것은 일반적으로 불가능하지만, 원거리장에서는 원형 다이어프램을 가진 스피커의 지향성이 평평한 원형 피스톤의 지향성과 유사하므로 논의를 위한 설명적인 단순화로 사용할 수 있다.
무한 배플에서 평평한 원형 피스톤의 원거리장 지향성은 다음과 같다.
{\displaystyle p(\theta )={\frac {p_{0}J_{1}(k_{a}\sin \theta )}{k_{a}\sin \theta }}}
여기서 {\displaystyle k_{a}={\frac {2\pi a}{\lambda }}}, {\displaystyle p_{0}}는 축상의 압력, {\displaystyle a}는 피스톤 반경, {\displaystyle \lambda }는 파장 (즉, {\displaystyle \lambda ={\frac {c}{f}}={\frac {\text{음속}}{\text{주파수}}}}), {\displaystyle \theta }는 축에서 벗어난 각도, {\displaystyle J_{1}}는 제1종 베셀 함수이다.
이러한 평면 음원은 평면 음원 크기보다 파장이 긴 경우에 균일하게 소리를 방사하며, 주파수가 증가함에 따라 음원으로부터의 소리는 점점 더 좁은 각도로 집중된다. 드라이버가 작을수록 이러한 지향성 협착이 발생하는 주파수가 높아진다. 다이어프램이 완벽하게 원형이 아니더라도 이러한 효과가 발생하여 더 큰 음원이 더 지향성을 갖게 된다. 몇몇 라우드스피커 디자인은 이러한 동작을 근사한다. 대부분은 정전식 또는 평면 자성 디자인이다.
다양한 제조업체는 설계된 공간에서 특정 유형의 음장를 생성하기 위해 다른 드라이버 장착 배열을 사용한다. 결과적인 방사 패턴은 실제 악기에 의해 소리가 생성되는 방식을 더 가깝게 시뮬레이션하거나 단순히 입력 신호로부터 제어된 에너지 분포를 생성하기 위한 것일 수 있다. 전자의 예로는 1/8 구형 표면에 여러 개의 작은 드라이버가 있는 방 모서리 시스템이 있다. 이러한 유형의 시스템 디자인은 보스 2201로 특허를 받고 상업적으로 생산되었다.
지향성은 청취자가 듣는 소리의 주파수 균형과 스피커 시스템과 방 및 그 내용물 간의 상호 작용에 영향을 미치기 때문에 중요한 문제이다. 매우 지향적인(때로는 빔형이라고도 불리는) 스피커(즉, 스피커 면에 수직인 축에 있는 스피커)는 고주파수가 부족한 잔향 필드를 초래할 수 있으며, 이는 축상 측정에서 충분한 고음이 나타나더라도 스피커에 고음이 부족하다는 인상을 줄 수 있다. 이것이 축상 주파수 응답 측정이 주어진 스피커의 소리에 대한 완전한 특성화를 제공하지 않는 이유 중 하나이다.

## 기타 스피커 설계
다이내믹 콘 스피커가 가장 인기 있는 선택으로 남아 있지만, 다른 많은 스피커 기술이 존재한다.:705–714

### 다이어프램이 있는 것

#### 무빙 아이언 스피커

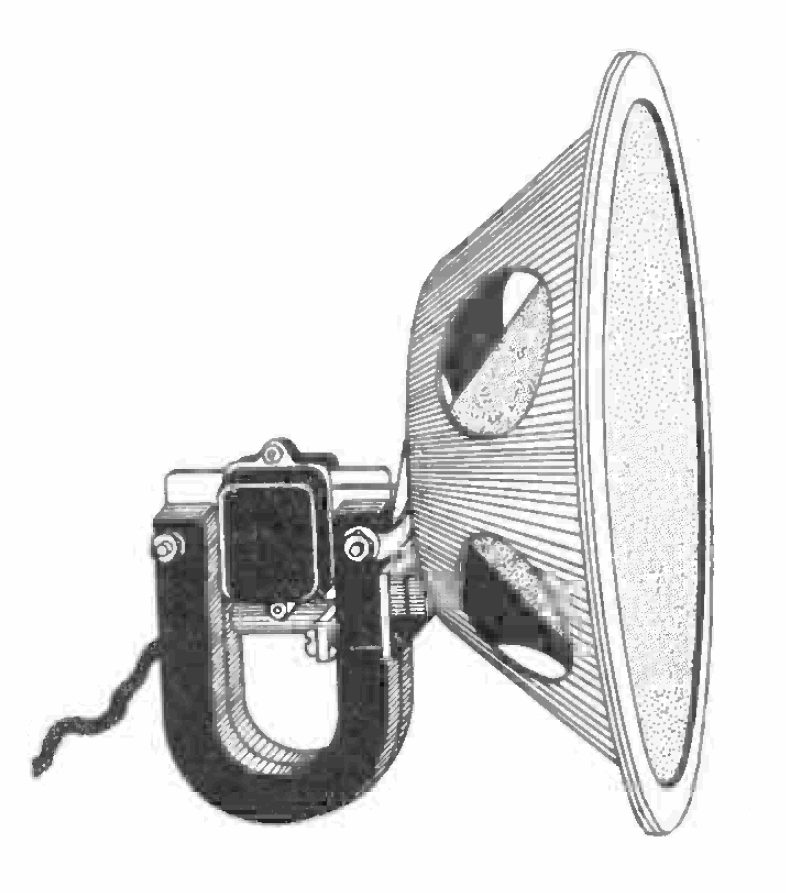
무빙 아이언 스피커

새로운 다이내믹 (무빙 코일) 디자인과 달리, 무빙 아이언 스피커는 고정된 코일을 사용하여 자화된 금속 조각 (아이언, 리드 또는 아마추어라고 불림)을 진동시킨다. 이 금속은 다이어프램에 부착되거나 다이어프램 자체이다. 원래의 스피커 디자인은 무빙 아이언을 사용했다. 이 디자인은 원래 초기 전화기에 나타났다.
무빙 아이언 드라이버는 비효율적이며 주파수 응답이 제한적이다. 음량 출력을 높이려면 큰 자석과 코일이 필요하다.
균형 잡힌 아마추어 드라이버 (무빙 아이언 드라이버의 한 종류)는 시소나 다이빙 보드처럼 움직이는 아마추어를 사용한다. 이들은 댐핑되지 않아 효율성이 높지만, 강력한 공명도 생성한다. 이들은 오늘날에도 소형화와 고효율성이 중요한 고급 이어폰과 보청기에 사용된다.

#### 피에조 스피커

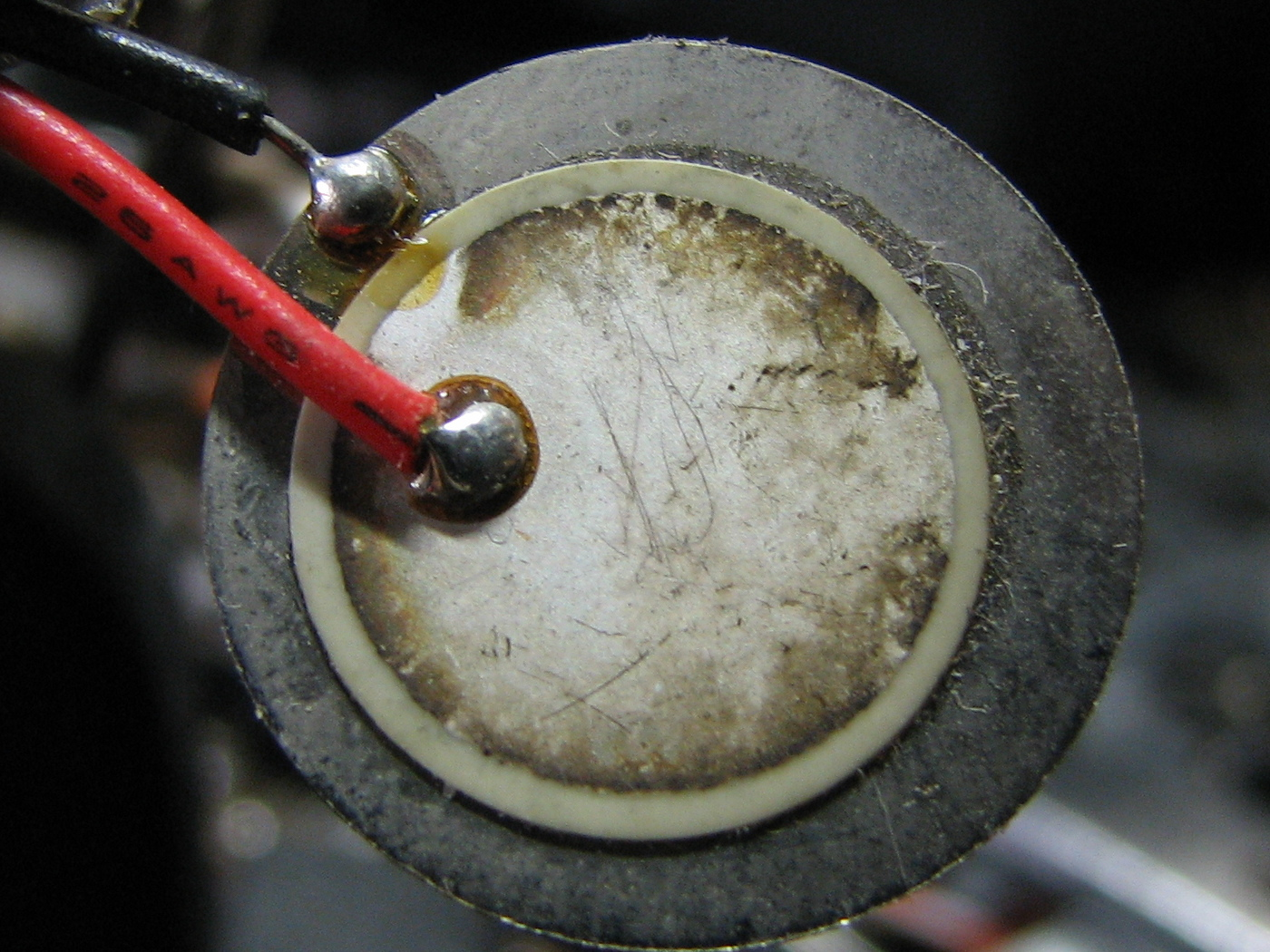
피에조 버저. 흰색 세라믹 피에조 전기 재료가 금속 다이어프램에 고정되어 있는 것을 볼 수 있다.

피에조 전기 스피커는 휴대용 시계 및 기타 전자 장치에서 비퍼로 자주 사용되며, 컴퓨터 스피커 및 휴대용 라디오와 같은 저렴한 스피커 시스템에서 트위터로 사용되기도 한다. 피에조 전기 스피커는 기존 스피커에 비해 여러 가지 장점을 가지고 있다: 대부분의 고주파 드라이버를 파괴할 수 있는 과부하에 강하고, 전기적 특성으로 인해 크로스오버 없이 사용할 수 있다. 또한 단점도 있다: 일부 앰프는 대부분의 피에조 전기 장치와 같은 용량성 부하를 구동할 때 진동할 수 있으며, 이는 왜곡 또는 앰프 손상을 초래한다. 또한, 대부분의 경우 주파수 응답이 다른 기술보다 떨어진다. 이것이 이들이 일반적으로 단일 주파수(비퍼) 또는 중요하지 않은 응용 분야에 사용되는 이유이다.
압전 스피커는 고주파 출력이 확장될 수 있으며, 이는 일부 특수 상황에서 유용하다. 예를 들어, 압전 변형이 출력 장치(수중 음향 생성)와 입력 장치(수중 마이크의 감지 구성 요소 역할)로 모두 사용되는 소나 응용 분야에서 그렇다. 이러한 응용 분야에서 이들은 장점을 가지며, 그 중 가장 중요한 것은 리본 또는 콘 기반 장치보다 해수에 더 잘 견디는 간단하고 견고한 구조이다.
2013년, 교세라는 55인치 OLED 텔레비전용으로 두께 1mm, 무게 7g에 불과한 압전 초박형 중형 필름 스피커를 출시했으며, 이 스피커가 PC와 태블릿에도 사용되기를 바라고 있다. 중형 외에도 대형 및 소형 크기도 있으며, 이들은 모두 180도 내에서 상대적으로 동일한 음질과 음량을 낼 수 있다. 반응성이 뛰어난 스피커 재료는 기존 TV 스피커보다 더 선명한 소리를 제공한다.

#### 정전형 스피커

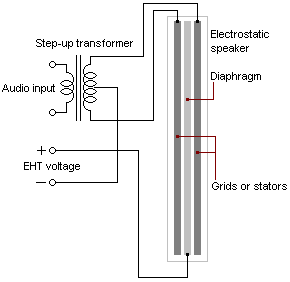
정전형 스피커의 구조와 연결을 보여주는 개략도. 다이어프램과 그리드의 두께는 설명을 위해 과장되었다.

정전형 스피커는 자기장 대신 고전압 전기장을 사용하여 얇은 정전기적으로 충전된 멤브레인을 구동한다. 작은 보이스 코일 대신 전체 멤브레인 표면에서 구동되므로 일반적으로 다이내믹 드라이버보다 더 선형적이고 왜곡이 적은 움직임을 제공한다. 또한 비교적 좁은 분산 패턴을 가지고 있어 정밀한 음장 배치에 사용할 수 있다. 그러나 최적의 청음 영역이 작고 효율성이 높지 않다. 실용적인 구조적 한계로 인해 다이어프램의 이동 거리가 심각하게 제한된다는 단점이 있다. 스테이터를 더 멀리 배치할수록 허용 가능한 효율성을 얻기 위해 더 높은 전압이 필요하다. 이는 전기 아크 발생 경향을 증가시킬 뿐만 아니라 스피커의 먼지 입자 흡착을 증가시킨다. 아크 발생은 현재 기술에서도 잠재적인 문제로 남아 있으며, 특히 패널에 먼지나 오물이 쌓이거나 높은 신호 레벨로 구동될 때 더욱 그렇다.
정전형 스피커는 본질적으로 쌍극자 라디에이터이며 얇고 유연한 멤브레인으로 인해 일반적인 콘 드라이버와 같이 저주파 상쇄를 줄이기 위해 인클로저에 사용하기에 덜 적합하다. 이로 인해 낮은 이동 가능성으로 인해 풀 레인지 정전형 스피커는 본질적으로 크며, 베이스 롤오프는 가장 좁은 패널 치수의 4분의 1 파장에 해당하는 주파수에서 롤오프된다. 상업용 제품의 크기를 줄이기 위해 때로는 저음 주파수를 효과적으로 처리하는 기존 다이내믹 드라이버와 결합하여 고주파 드라이버로 사용되기도 한다.
정전형 스피커는 일반적으로 전력 앰프가 생성하는 전압 변동을 증폭시키는 승압 변압기를 통해 구동된다. 이 변압기는 정전형 트랜스듀서에 내재된 용량성 부하도 증폭시키는데, 이는 전력 앰프에 제시되는 유효 임피던스가 주파수에 따라 크게 변하며, 전압과 전류 간의 위상 관계도 주파수에 따라 변한다는 것을 의미한다. 공칭 8옴 스피커는 고주파수에서 실제로는 1옴의 부하를 제시할 수 있으며, 이는 일부 앰프 디자인에 있어 어려운 과제이다.

#### 리본 및 평면 자성 스피커
리본 스피커는 자기장에 매달린 얇은 금속 필름 리본으로 구성된다. 전기 신호가 리본에 인가되어 소리를 생성하기 위해 함께 움직인다. 리본 드라이버의 장점은 리본이 질량이 매우 적다는 것이다. 따라서 매우 빠르게 가속할 수 있어 매우 우수한 고주파 응답을 제공한다. 리본 스피커는 종종 매우 취약하다. 대부분의 리본 트위터는 쌍극자 패턴으로 소리를 방출한다. 일부는 쌍극자 방사 패턴을 제한하는 뒷면이 있다. 거의 직사각형인 리본의 끝 위아래에는 위상 상쇄로 인해 가청 출력이 적지만, 정확한 지향성 양은 리본 길이에 따라 달라진다. 리본 디자인은 일반적으로 매우 강력한 자석을 필요로 하므로 제조 비용이 많이 든다. 리본은 저항이 매우 낮아 대부분의 앰프가 직접 구동할 수 없다. 결과적으로 일반적으로 스텝다운 변압기가 사용되어 리본을 통한 전류를 증가시킨다. 앰프는 리본 저항에 변압기 변압비의 제곱을 곱한 부하를 본다. 변압기는 주파수 응답과 기생 손실이 소리를 저하시키지 않도록 신중하게 설계되어야 하며, 이는 기존 디자인에 비해 비용과 복잡성을 더욱 증가시킨다.
평면 자성 스피커 (평면 다이어프램에 인쇄되거나 내장된 도체를 가짐)는 때때로 리본이라고 불리지만, 진정한 리본 스피커는 아니다. 평면이라는 용어는 일반적으로 양극성 (즉, 앞뒤) 방식으로 방사하는 대략 직사각형의 평평한 표면을 가진 스피커에 사용된다. 평면 자성 스피커는 보이스 코일이 인쇄되거나 장착된 유연한 멤브레인으로 구성된다. 코일을 통과하는 전류는 다이어프램 양쪽에 신중하게 배치된 자석의 자기장과 상호 작용하여 멤브레인이 거의 균일하게 움직이고 많이 구부러지거나 주름지지 않도록 한다. 구동력은 멤브레인 표면의 상당 부분을 차지하며 코일 구동 평면 다이어프램에 내재된 공명 문제를 줄인다.

#### 굴곡파 라우드스피커
굴곡파 트랜스듀서는 의도적으로 유연한 다이어프램을 사용한다. 재료의 강성은 중앙에서 바깥쪽으로 증가한다. 짧은 파장은 주로 내부 영역에서 방사되는 반면, 긴 파장은 스피커 가장자리에 도달한다. 외부에서 중앙으로의 반사를 방지하기 위해 긴 파장은 주변 댐퍼에 의해 흡수된다. 이러한 트랜스듀서는 넓은 주파수 범위를 커버할 수 있으며 이상적인 점음원에 가깝다고 홍보되어 왔다. 이 흔치 않은 접근 방식은 매우 소수의 제조업체에서 매우 다른 배열로 채택되고 있다.
옴 월시 라우스피커는 2차 세계 대전에서 레이더 개발 엔지니어였던 링컨 월시가 설계한 독특한 드라이버를 사용한다. 그는 오디오 장비 설계에 관심을 가졌고, 그의 마지막 프로젝트는 단일 드라이버를 사용하는 독특한 일체형 스피커였다. 콘은 밀폐된 밀폐형 인클로저 안으로 아래를 향했다. 기존 스피커처럼 앞뒤로 움직이는 대신, 콘은 주름져서 RF 전자공학에서 "전송선"으로 알려진 방식으로 소리를 생성했다. 새로운 스피커는 원통형 음장을 생성했다. 링컨 월시는 그의 스피커가 대중에게 출시되기 전에 사망했다. 이후 옴 어쿠스틱스 사는 월시 드라이버 디자인을 사용하여 여러 라우스피커 모델을 생산했다. 독일의 오디오 장비 회사인 저먼 피직스도 이 방식을 사용하여 스피커를 생산한다.
독일의 망거(Manger)사는 언뜻 보기에는 평범해 보이는 굽힘파 드라이버를 설계하고 생산했다. 실제로는 보이스 코일에 부착된 원형 패널이 신중하게 제어된 방식으로 구부러져 전 대역 사운드를 생성한다. 요제프 W. 망거는 독일 발명 기관으로부터 뛰어난 개발 및 발명으로 루돌프 디젤 메달을 수상했다.

#### 평판형 라우드스피커
스피커 시스템의 크기를 줄이거나, 또는 덜 눈에 띄게 만들려는 시도가 많이 있었다. 그러한 시도 중 하나는 사운드 소스 역할을 하는 평판에 장착된 여자 트랜스듀서 코일의 개발이었다. 이를 가장 정확하게는 여자/패널 드라이버라고 부른다. 이들은 중성 색상으로 만들어져 많은 스피커보다 덜 눈에 띄게 벽에 걸 수 있거나, 의도적으로 패턴으로 칠해져 장식적인 기능을 할 수 있다. 평판 기술에는 두 가지 관련 문제가 있다: 첫째, 평판은 동일한 재료의 콘 모양보다 필연적으로 더 유연하여 단일 단위로 움직이는 정도가 더 적고, 둘째, 패널 내의 공명은 제어하기 어려워 상당한 왜곡을 초래한다. 최근 몇 년간 여러 평판 시스템이 상업적으로 생산되었다.

#### 하일 에어 모션 트랜스듀서

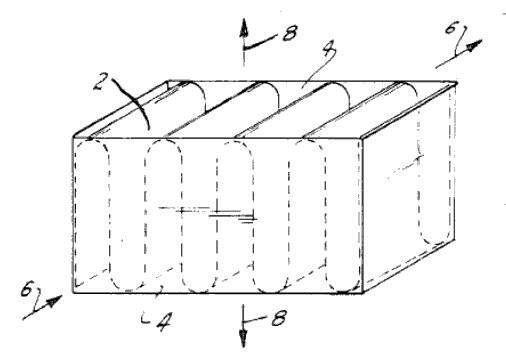
하일의 에어 모션 트랜스듀서에서 멤브레인 2를 통과하는 전류는 자기장 6 안에서 좌우로 움직이게 하여 공기를 방향 8을 따라 안팎으로 움직이게 한다. 장벽 4는 공기가 의도하지 않은 방향으로 움직이는 것을 방지한다.

오스카르 하일은 1960년대에 에어 모션 트랜스듀서를 발명했다. 이 방식에서는 주름진 다이어프램이 자기장에 장착되어 음악 신호의 제어에 따라 닫히고 열리도록 강제된다. 주름 사이에서 공기가 강제로 밀려나오면서 소리가 생성된다. 이 드라이버는 리본보다 덜 취약하며, 리본, 정전식, 또는 평면 자성 트위터 디자인보다 훨씬 더 효율적이다(그리고 더 높은 절대 출력 레벨을 생성할 수 있다). 캘리포니아 제조업체인 ESS는 이 디자인을 허가받아 하일을 고용하고 1970년대와 1980년대에 그의 트위터를 사용하는 다양한 스피커 시스템을 생산했다. 미국 대형 소매 체인인 라파예트 라디오도 한동안 이러한 트위터를 사용하는 스피커 시스템을 판매했다. 이러한 드라이버를 생산하는 제조업체는 여러 곳 있으며(독일에 최소 두 곳이 있는데, 그 중 한 곳은 이 기술을 기반으로 한 고성능 전문 스피커의 다양한 라인업을 생산한다), 이 드라이버는 전문 오디오 분야에서 점점 더 많이 사용되고 있다. 마틴 로건은 미국에서 여러 AMT 스피커를 생산하며, 골든이어 테크놀로지는 전체 스피커 라인에 이를 통합하고 있다.

#### 투명 이온 전도성 스피커
2013년, 한 연구팀은 투명 이온 전도성 스피커를 소개했다. 이 스피커는 두 장의 투명 전도성 젤 시트와 그 사이에 투명 고무 층을 사용하여 고전압 및 고액션 작동으로 좋은 음질을 재현한다. 이 스피커는 로봇 공학, 모바일 컴퓨팅 및 적응형 광학 분야에 적합하다.

### 디지털 스피커
디지털 스피커는 1920년대 벨 연구소가 수행한 실험의 대상이었다. 디자인은 간단하다. 각 비트는 드라이버를 제어하며, 드라이버는 완전히 '켜짐' 또는 '꺼짐' 상태이다. 이 디자인의 문제로 인해 제조업체는 현재 실용적이지 않다고 판단하여 포기했다. 첫째, 합리적인 수의 비트(적절한 음향 재생 품질에 필요)의 경우 스피커 시스템의 물리적 크기가 매우 커진다. 둘째, 내재된 아날로그-디지털 변환 문제로 인해 에일리어싱 효과는 피할 수 없어, 오디오 출력은 나이퀴스트 한계 (샘플링 주파수의 절반)의 다른 쪽에서 주파수 영역에서 동일한 진폭으로 반영되어, 원하는 출력과 함께 용납할 수 없을 정도로 높은 수준의 초음파를 발생시킨다. 이를 적절하게 처리할 수 있는 실용적인 방법은 아직 발견되지 않았다.

### 다이어프램이 없는 것

#### 플라스마 아크 스피커

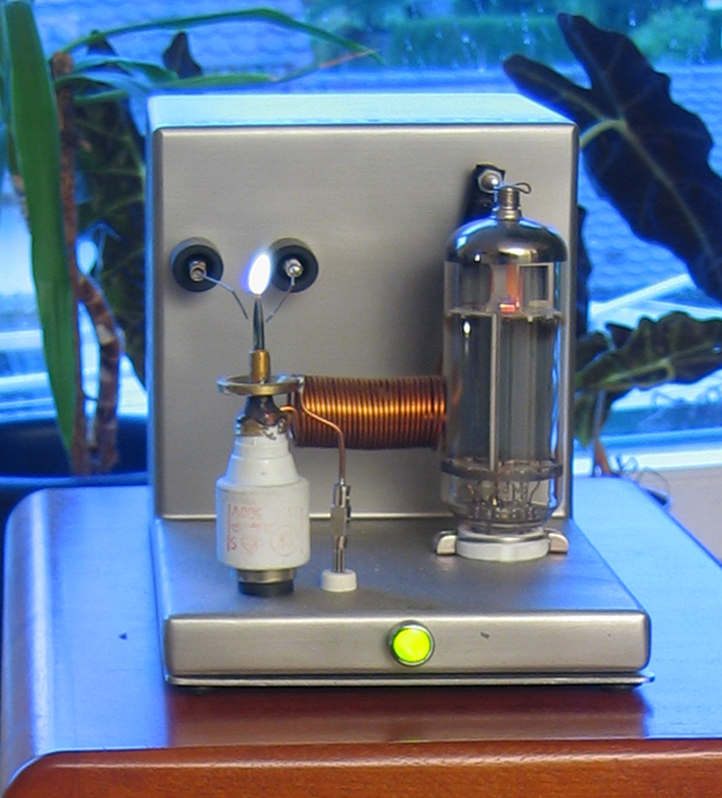
플라스마 스피커

플라스마 아크 라우드스피커는 전기 플라스마를 방사 요소로 사용한다. 플라스마는 최소한의 질량을 가지지만, 전하를 띠고 있어 전기장에 의해 조작될 수 있기 때문에, 가청 범위보다 훨씬 높은 주파수에서 매우 선형적인 출력을 얻을 수 있다. 이러한 방식의 유지 보수 및 신뢰성 문제는 대량 시장 사용에 적합하지 않게 만드는 경향이 있다. 1978년 뉴멕시코주 앨버커키 공군 무기 연구소의 앨런 E. 힐은 헬륨 가스에서 플라스마가 생성되는 트위터인 플라스마트로닉스 힐 타입 I을 설계했다. 이는 1950년대에 선구적인 DuKane Corporation이 제작한 이전 세대의 플라스마 트위터(영국에서 Ionofane으로 판매됨)에서 무선주파수 공기 분해로 인해 발생하는 오존 및 질소 산화물을 피할 수 있었다.
이러한 주제에 대한 더 저렴한 변형은 드라이버로 불꽃을 사용하는 것인데, 불꽃은 이온화된(전기적으로 충전된) 가스를 포함하고 있기 때문이다.

#### 열음향 스피커
2008년, 칭화대학교 연구원들은 열음향 스피커 (또는 열음향 변환기)인 탄소 나노튜브 박막을 시연했으며, 작동 메커니즘은 열음향 효과이다. 음향 주파수 전류가 CNT를 주기적으로 가열하여 주변 공기에서 소리를 생성한다. CNT 박막 스피커는 투명하고 늘릴 수 있으며 유연하다.
2013년, 칭화대학교 연구원들은 탄소 나노튜브 얇은 실을 이용한 열음향 이어폰과 열음향 표면 실장형 장치를 추가로 발표했다. 이들은 모두 완전히 통합된 장치이며 Si 기반 반도체 기술과 호환된다.

#### 회전 우퍼
로터리 우퍼는 본질적으로 날개들의 피치를 끊임없이 변화시키는 팬으로, 공기를 쉽게 밀고 당길 수 있게 해준다. 로터리 우퍼는 기존의 다이어프램이 있는 스피커로는 달성하기 어렵거나 불가능한 초저주파 주파수를 효율적으로 재현할 수 있다. 이들은 종종 영화관에서 폭발과 같은 쿵쿵거리는 저음 효과를 재현하는 데 사용된다.

## 같이 보기
- 전자
- 홈 시어터
- 디지털 스피커
- 컴퓨터 스피커
- 모니터링 스피커
- 헤드폰
- 앰프
- 우퍼